# Patrice Carteron
Patrice Carteron (Saint-Brieuc, 30 luglio 1970) è un allenatore di calcio ed ex calciatore francese, di ruolo difensore, tecnico del Sepahan.

## Carriera

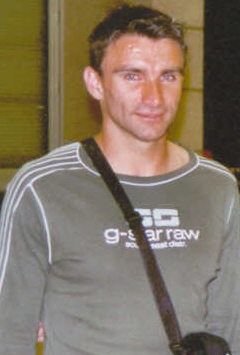
Patrice Carteron nel 2004.

### Club

#### Giocatore
La sua carriera di calciatore si è svolta principalmente nel campionato francese. Di ruolo difensore, nel 2001 ha avuto un'esperienza in Inghilterra, al Sunderland.

#### Allenatore
Dopo il ritiro dall'attività agonistica, avvenuto nel 2007, ha iniziato la propria carriera di allenatore sedendosi sulla panchina del Cannes, dove è rimasto per due stagioni, per poi diventare nel 2009 il nuovo allenatore del Digione, carica che ha ricoperto fino al 2012.
Nel luglio 2012 diventa l'allenatore della nazionale maliana, che guida alla conquista del terzo posto nella Coppa d'Africa 2013, battendo nella finale per il terzo posto il Ghana per 3-1.
Nel maggio 2013, quando è ancora in carica come CT del Mali, è nominato allenatore al TP Mazembe, di cui assume la guida qualche mese più tardi. Allena i congolesi per due anni vincendo 2 campionati, due Supercoppe della Repubblica Democratica del Congo, una CAF Champions League e tre Supercoppe africane. Lascia il club il 7 gennaio 2016, alla scadenza del contratto.
Allena poi gli egiziani del Wadi Degla, con cui vince 20 partite su 30 in cui è in panchina. Nel 2017 è sulla panchina dell'Al-Nassr, club saudita che guida al terzo posto nel campionato locale, qualificando la squadra all'AFC Champions League.
Il 22 maggio 2017 si trasferisce negli Stati Uniti d'America, al Phoenix Rising, club della USL Championship, la seconda divisione del campionato statunitense. Subentra nel giugno seguente.
Il 12 giugno 2018 è ingaggiato dagli egiziani dell'Al-Ahly, con cui firma un contratto biennale. Raggiunge la finale della CAF Champions League 2018, dove è superato dall'Espérance nel doppio confronto. Dopo l'eliminazione dalla Champions League araba, è esonerato il 23 novembre 2018.
Il 31 gennaio 2019 diviene l'allenatore del club marocchino del Raja Casablanca, che conduce alla vittoria della Supercoppa CAF grazie al successo contro i tunisini dell'Espérance. Riesce a qualificare la squadra alla fase a gironi di CAF Champions League, da cui il club marocchino mancava da vari anni. Dopo una serie di risultati negativi, viene esonerato nel novembre 2019.
Il 3 dicembre 2019 subentra sulla panchina dello Zamalek, che conduce alla vittoria della Supercoppa d'Egitto e della Supercoppa CAF.
Il 16 settembre 2020 diviene il nuovo allenatore dei sauditi dell'Al-Taawoun, che allena per una stagione, per poi tornare allo Zamalek il 12 marzo 2021. Nel 2020-2021 si aggiudica il campionato egiziano egiziano, vittoria che allo Zamalek mancava da sei anni.
Il 4 marzo 2022 firma per i sauditi dell'Al-Ettifaq, che allena fino al 26 febbraio 2023, quando viene ufficializzata la risoluzione consensuale del contratto con il club.
Il 16 giugno 2023 diviene l'allenatore dei qatarioti dell'Umm-Salal.

## Palmarès

### Giocatore

#### Competizioni nazionali
- Campionato francese di seconda divisione: 1

Saint-Étienne: 2003-2004

#### Competizioni internazionali
- Coppa Intertoto UEFA: 1

Lione: 1997

### Allenatore

#### Competizioni nazionali
- Campionato della RD del Congo: 2

TP Mazembe: 2013, 2014
- Supercoppa della Repubblica Democratica del Congo: 2

TP Mazembe: 2013, 2014
- Campionato egiziano: 1

Zamalek: 2020-2021
- Supercoppa d'Egitto: 1

Zamalek: 2019

#### Competizioni internazionali
- Coppa dei Campioni d'Africa/CAF Champions League: 1

TP Mazembe: 2015
- Supercoppa CAF: 2

Raja Casablanca: 2019
Zamalek: 2020